# Cloudpunk
Cloudpunk est un jeu vidéo d'aventure édité par Maple Whispering Ltd et développé par Ion Lands. Le jeu est d'abord sorti sur Windows le 23 avril 2020 puis sur Playstation 4, Xbox One et Nintendo Switch le 15 octobre 2020.

## Trame
Le joueur incarne Rania, qui a quitté sa campagne natale pour la mégalopole de Nivalis. Elle obtient un travail de livreur chez Cloudpunk, une société dont les activités frôlent l'illégalité. Rania reçoit ses missions de la part de Contrôle, elle doit donc livrer les colis sans les ouvrir, ni se poser de questions.